# 앨버토 곤잘러스
앨버토 R. 곤잘러스(영어: Alberto R. Gonzales, 스페인어: Alberto R. Gonzales 알베르토 R. 곤살레스[*], 1955년 8월 4일~)는 미국의 변호사, 정치인으로, 2005년부터 2007년까지 제80대 미국 법무부 장관을 지냈으며, 2025년 마코 루비오가 국무장관으로 임명되기 전까지 미국 역사상 행정부 내 최고위직에 오른 히스패닉계 미국인이었다. 그는 이전에 텍사스 주 국무장관, 텍사스 주 대법원 판사, 백악관 법률고문을 역임하였으며, 해당 직책을 맡은 최초의 히스패닉계 인사였다.
곤잘러스는 법무장관 재임 기간 동안 미국 시민에 대한 영장 없는 감시 및 9·11 테러 이후 "테러와의 전쟁" 과정에서 고문으로 간주되는 "강화된 심문 기법"의 법적 승인과 관련한 논란의 중심에 있었다. 또한 그는 정치적 반대자들에 대한 기소를 지시하는 백악관의 비공식적인 요구를 거부한 몇몇 연방 검사들의 해임을 감독했으며, 이로 인해 법무부의 정치적 중립성이 훼손되었다는 비판을 받았다. 해임 요구가 거세지자 곤잘러스는 2007년 8월 27일, 법무부의 "최선의 이익을 위하여" 법무장관직에서 사임하였고, 이는 2007년 9월 17일부로 발효되었다.
2008년, 곤잘러스는 중재 및 자문 사업을 시작했으며, 텍사스 공과대학교에서 정치학 강의를 맡고 다양성 채용 담당자로 활동하기도 했다. 2024년 기준으로 그는 테네시주 내슈빌에 위치한 벨몬트 대학교 법학대학원의 학장을 맡고 있으며, 국가안보법을 강의하고 있다. 그는 또한 내슈빌에 본사를 둔 로펌인 월러 랜스든 도치 & 데이비스 LLP에서 고문 변호사로 재직한 바 있으며, 고객들에게 특별 사안, 정부 조사 및 규제 문제에 대한 자문을 제공하였다.

## 어린 시절 및 교육
곤잘러스는 텍사스주 샌안토니오에서 가톨릭 가정에서 태어나 휴스턴 외곽의 도시인 텍사스주 험블에서 자랐다. 멕시코계 혈통인 그는 마리아 (로드리게스)와 파블로 M. 곤잘러스 사이에서 태어난 여덟 형제 중 둘째였다. 1982년에 사망한 그의 아버지는 초등학교 2학년 교육을 받은 후 이주 노동자와 건설 노동자로 일했다. 어머니는 초등학교 6학년 교육을 받았으며 집에서 여덟 자녀를 돌보았다. 곤잘러스와 열 명의 가족은 아버지와 삼촌들이 지은 작은 2베드룸 집에서 살았으며, 전화기나 온수가 없는 환경이었다. 곤잘러스에 따르면, 멕시코에서 태어나 미국에 불법적으로 입국 및 거주했을 가능성이 있는 세 조부모의 이민 서류 존재 여부는 알지 못한다고 한다.
맥아더 고등학교에서 우등생이었던 곤잘러스는 텍사스주 해리스군 비법인지구 출신으로, 1973년 미국 공군에 4년 복무 조건으로 입대했다. 그는 알래스카주 포트유콘의 외딴 레이더 기지에서 다른 미군 병사 100명과 함께 1년간 복무했다. 이후 그는 미국 공군사관학교 예비학교에 진학하기 위해 현역 복무에서 해제되었고, 그 후 미국 공군사관학교에 임관되었다. 사관학교에서 3학년을 시작하기 전, 추가 복무 의무가 발생하게 되는 것을 앞두고 그는 학교를 떠났고, 입대 계약에서 해제되었다. 그는 휴스턴에 있는 라이스 대학교로 편입했으며, 러벳 칼리지에 거주했다. 이후 그는 정치학에서 찰스 파크힐 장학생으로 선발되었고, 1979년 정치학 학사 학위를 우등으로 받았다. 그리고 1982년 하버드 법학대학원에서 법무박사 학위를 취득했다.

## 초기 경력
곤잘러스는 1982년부터 1994년까지 휴스턴 소재 로펌 빈슨 & 엘킨스에서 사임할 때까지 민간 분야에서 변호사로 활동했으며, 회사 역사상 최초의 히스패닉계 파트너 중 한 명이 되었다. 그는 주로 기업 고객을 담당했다. 1994년에는 당시 텍사스 주지사였던 조지 W. 부시의 수석 법률고문으로 임명되었고, 이후 1997년에는 텍사스 주 국무장관, 1999년에는 텍사스 주 대법원 판사로 임명되었으며, 이들 모두 부시 주지사에 의해 이루어진 인사였다. 곤잘러스는 2000년 공화당 예비선거를 통해 대법원 판사직 유지에 성공했으며, 같은 해 11월 총선에서는 대법원 판사로 6년 임기의 정식 선출직에 당선되었다.

## 백악관 고문
백악관 법률고문이자 이후 법무장관으로서 곤잘러스는 조지 W. 부시 대통령을 보좌하며, 테러와의 전쟁에서 미국 정부 정책의 합법성을 둘러싼 논란이 고조되던 시기를 함께했다. 그는 행정부의 대테러 정책을 위한 법적 틀을 승인했으며, 백악관 정책에 대해 일관된 지지 입장을 취했다. 곤잘러스는 행정부의 권한을 확대하고 피심문자에 대한 보호를 약화하는 입장을 지지했다. 이러한 법적 판단들은 다수의 학자들과 인권 단체들로부터 공개적으로 비판을 받았으며, 일부는 법원에 의해 뒤집히기도 했다. 그는 아홉 명의 연방 검사 해임 사건과 그에 따른 의회 청문회 증언 과정에서의 대응에 대한 강도 높은 비판을 받은 뒤 사임했다.